# 杨肃斌
丹斯里杨肃斌（Francis Yeoh Sock Ping，1954年8月23日—）馬來西亞華裔企業家，祖籍福建省金门县金宁乡东堡，生于马来西亚吉隆坡聯邦直轄區甘榜亚答，是马来西亚杨忠礼机构股份有限公司的主席，马来西亚工商业巨头之一，也是已故香港七十年代電視藝員陳儀馨的丈夫。
楊肅斌於1978年在英國的金斯頓大學（Kingston University）土木工程系獲得科學學士學位。曾在馬來西亞吉隆坡域多利書院（Victoria Institution）接受中學教育。他於1988年成為楊忠禮機構股份有限公司的總經理。在他的管理下，該商業集團從1985年時的單一公司實體成長成由五個公司的組合。

## 家庭
杨肃斌的父母為丹斯里楊忠禮與潘斯里陳開蓉，有四名弟弟及兩名妹妹。
- 妻子為已故潘斯里陈仪馨，2006年8月5日去世，得年54歲，共育有三子兩女：[3][4][5]
  - 長子楊恭耀=格淑德（Geraldine Shushan Dreiser）[4]
    - 兩名孩子，其中一人為女兒[6][7]

  - 次子楊恭賢=貞妮芙（Jennifer Nielsen Friis）[8]
    - 一女[8]

  - 三子楊恭俊
  - 長女楊佩君
  - 次女楊佩文

## 荣誉

### 外国勋章奖章
- 大英帝国爵级司令勋章（英国，2019年[9]）